# Question Mark & the Mysterians
Question Mark & the Mysterians o ? & the Mysterians es una agrupación musical estadounidense de rock and roll formada en Bay City, Míchigan, en 1962.
El grupo es bien conocido por su canción —ya un clásico de la música garage rock— titulada 96 Tears ("Noventa y seis lágrimas"), grabada en 1966 y que alcanzó el primer puesto en las Billboard Hot 100.? & the Mysterians fueron quizás la primera banda en ser descrita como punk rock y también como el primer grupo de Rock latino en tener un éxito de audiencia general. El grupo se puso ese nombre basándose en la película de ciencia ficción japonesa "The Mysterians", en la que alienígenas del destruido planeta Mysteroid llegan a la Tierra para conquistarla.
El líder de la banda fue ? (o Question Mark, «signo de interrogación» en inglés), cuyo nombre real se supone que es Rudy Martínez, pero quien legalmente se lo cambió por ?. Su comportamiento excéntrico ayudó a establecer brevemente a la banda en la conciencia nacional. Él alegó (y sigue alegando) ser un marciano que vivió con dinosaurios en una vida anterior, y nunca aparece en público sin gafas de sol. También afirma que "las voces" le dijeron que estaría interpretando "96 Tears" en el año 10 000.

## Historia
La formación inicial estaba constituida por Larry Borjas (bajo), Robert Balderrama (primo de Larry) (guitarra) y Robert Martínez (batería). Pronto se integrarían Frank Rodríguez (órgano) y Rudy Martínez como cantante. Estos músicos México-Estadounidenses nacieron -la mayoría- en Texas pero crecieron en Míchigan, Borjas y Robert Martínez abandonaron al grupo y Frank Lugo y Eddie Serrato los remplazaron.
? pronto escribió la canción que se convertiría en su primer y único éxito. Originalmente fue intitulado como "Too Many Teardrops", y después renombrado como "69 Tears", y aún entonces fue renombrada "96 Tears" (aprovechando su oportunidad al aire). El tema fue grabado en estancia de la casa del mánager del grupo. Con la pegajosa sonoridad del órgano Vox de Rodríguez y sus coros lastimeros, "96 Tears" fue originalmente grabado como un sencillo para el sello local Pa-Go-Go Records, propiedad del representante del grupo. Pronto el tema se volvió en un éxito regional en las áreas de Flint y Detroit, cedida en contrato a Cameo-Parkway Records porque el logo de la compañía estaba en su color favorito, el naranja.
"96 Tears" vino a ser rápidamente un éxito avasallador, como lo fue su primer álbum "96 Tears". Sus siguientes dos sencillos ("I'll Need Somebody" y "Can't Get Enought of You Baby") fueron también éxitos pero de ninguna manera se acercarían a la popularidad lograda con 96 lágrimas. El segundo álbum del grupo Action no tuvo éxito, y la banda grabó brevemente en Capitol Records, Tangerine Records y en Super K, pero lograron un éxito ínfimo. Mientras tanto "96 Tears" se volvió parte del repertorio clásico del garage rock, y ha sido grabado docenas de veces -si no centenares- en versiones diferentes.
A principios de los años 1970, "Mark y Los Misteriosos" (como se les conoció en español) se reorganizaron pero una vez más nuevamente fueron incapaces de recuperar la atención. ? trabajo como criador de perros hasta que la banda se reconvocó en 1978, tocando en un concierto reunión en Dallas, Texas. Aún sin éxito renovado la organización musical se desbandó nuevamente hasta "que las voces del futuro" dijeran a ? para reformar la banda -en 1997-. Esta vez encontraron más éxito con una nueva generación de fanes que habían descubierto discos de la música garage punk de los 60 a través de reediciones como la serie de álbumes "Nuggets" y otras bandas que tocaban a ese entonces bajo el mismo estilo. Los Misteriosos reformados resurgieron esporádicamente en el transcurso de 1998 y 1999 e hicieron dos visitas a Europa, en noviembre de 1998 en donde enloquecieron a las multitudes en el "Wild Weekend" fin de semana del garage rock en Londres. Siguieron con una segunda y extenuante gira en verano de 1999 y una aparición inédita en el Royal Festival Hall, una exposición musical como parte del festival musical "Meltdown 1999".
Incapaces de ejercer los derechos sobre sus propias grabaciones, las cuales ahora pertenecían a Allan Klein (productor y mánager de los Beatles), The Mysterians regrabaron su álbum original de 1966 y lo lanzaron nuevamente bajo un nuevo sello discográfico en 1997, Do You Feel, Baby?, un nuevo álbum fue lanzado en 1998 con un éxito moderado. Hubo un nuevo álbum de estudio, More Action, en 1999. Mientras tanto en 1998 el grupo "Smash Mouth" tuvo éxito con una nueva versión al tema de los "Four Seasons" Can't Get Enough of You Baby el cual también reinterpretaron The Mysterians y que aparece en la banda sonora original del filme Can't Hardly Wait. Los Misteriosos siguen tocando en vivo a lo largo de Míchigan, y un filme documental -acerca de ellos- fue realizado, bajo el título Are You For Real, el cual incluye fotogramas de sus 40 años en el negocio de la música, desde 1966 hasta la formación de 1997, e incluso el presente.
El nombre del grupo sirvió de inspiración para llamar a una rama de la Filosofía de la mente denominada New Mysterianism (Nuevo Misterianismo).
El 10 de enero de 2007, la casa de ? ubicada en Clio, Míchigan se incendió. Perdió todos los Souvenirs que tenía de todos los años de su vida, así como a 5 de sus 7 perros Terrier Yorkshire y a una Cacatúa, citándole afirmó: "No fueron las llamas las que me hicieron llorar, sino la pérdida de mis animales".

## Discografía

### Sencillos
Cameo-Parkway Records 
- 96 Tears/Midnight Hour (1966) (#1 on US chart)
- I Need Somebody/'8' Teen (1966) (#22)
- Can't Get Enough Of You Baby/Smokes (1967) (#56)
- Girl (You Captivate Me)/Got To (1967) (#98)
- Do Something To Me/Love Me Baby (1968) (#110)

Capitol Records
- Make You Mine/I Love You Baby (1968)

Tangerine Records
- Ain't It A Shame/Turn Around Baby (1969)

Chicory Records
- Talk Is Cheap/She Goes To Church On Sunday (1972)

Luv Records
- Not 'N Groovin'/Funky Lady (1973)

### Álbumes de estudio
- 96 Tears (1966, Cameo Parkway) (#66)
- Action (1967, Cameo Parkway)
- Featuring 96 Tears (1997, Collectables)
- Feel It! The Very Best Of (2001, Varese Sarabande)

### Recopilaciones
- 96 Tears: 30 Original Recordings (1995, Campark Germany, 1966-1969)
- The Best Of 1966-1967 (2005, Cameo Parkway/Abcko)